# NGC 6977
NGC 6977 ist eine Balken-Spiralgalaxie vom Hubble-Typ SBb im Sternbild Aquarius auf dem Himmelsäquator. Sie ist schätzungsweise 283 Millionen Lichtjahre von der Milchstraße entfernt.
Das Objekt wurde am 20. Juli 1863 von Albert Marth entdeckt.